# 皮尔
皮尔（法語：Pure，法語發音：[pyʁ] ⓘ）是法国大東部大區阿登省的一个市镇，属于色当区。

## 地理
皮尔（49°40'23"N, 5°10'29"E）面积6.5 平方千米，位于法国大東部大區阿登省，该省份为法国北部内陆省份，西接埃纳省，南至马恩省，东临默兹省，北与比利时接壤。
与皮尔接壤的市镇（或旧市镇、城区）包括：马通和克莱芒西、梅桑库尔、奥讷。

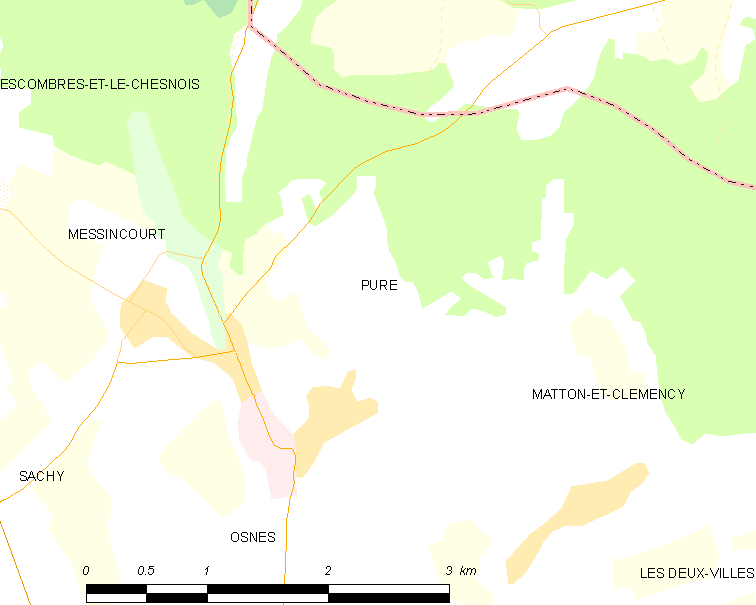
皮尔的OSM定位图

皮尔的时区为UTC+01:00、UTC+02:00（夏令时）。

## 行政
皮尔的邮政编码为08110，INSEE市镇编码为08349。

## 政治
皮尔所属的省级选区为卡里尼昂县。

## 人口

1962-2008年间皮尔人口变化图示

皮尔于2022年1月1日时的人口数量为563人。